# Gmina Jackson (hrabstwo Calhoun, Iowa)

Położenie Gminy Jackson w hrabstwie Calhoun

Gmina Jackson (ang. Jackson Township) – gmina w USA, w stanie Iowa, w hrabstwie Calhoun. Według danych z 2000 roku gmina miała 225 mieszkańców.